# 票号

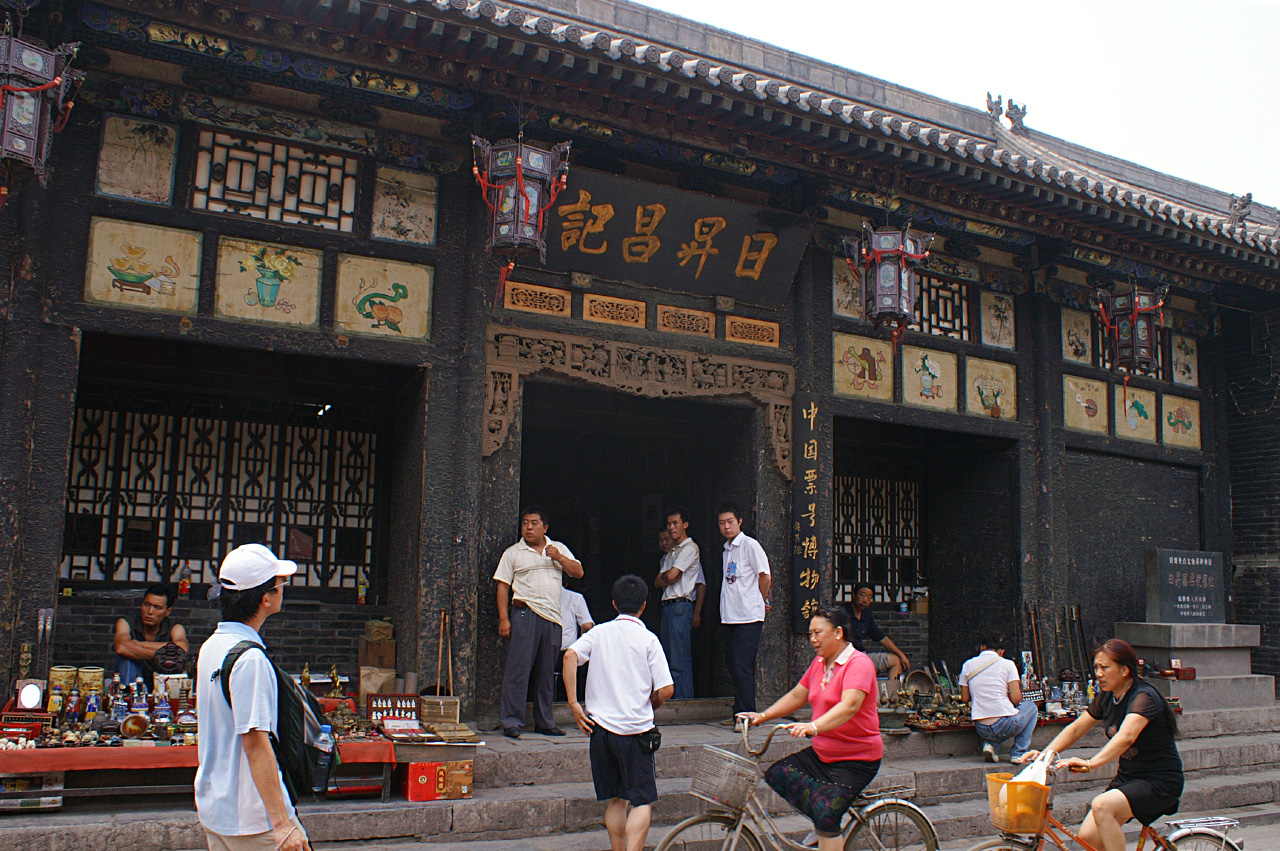
山西省平遥古城内の日昇昌票号の旧跡

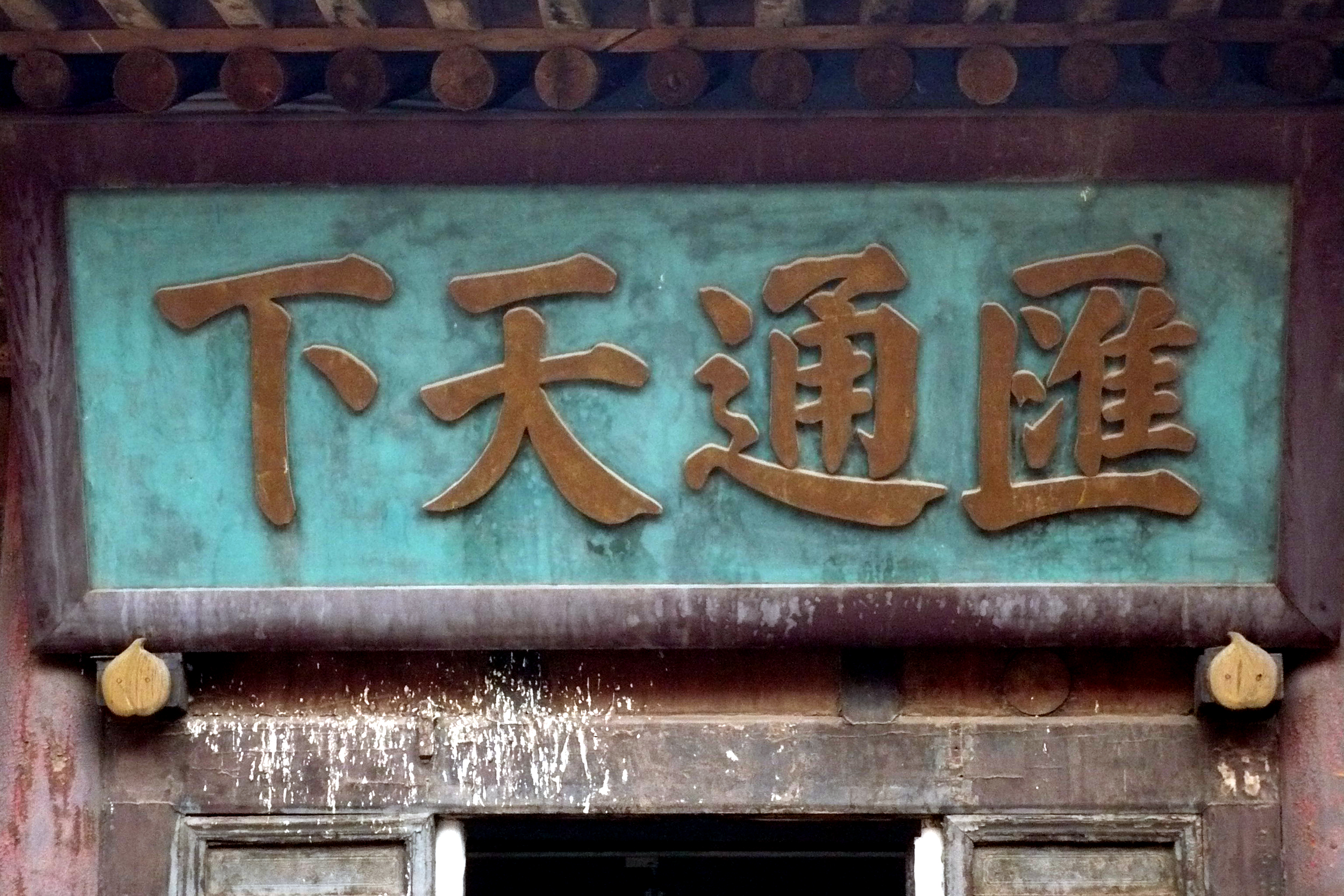
日昇昌票号に掲げられた「天下通匯」の額（「当社の商いは天下に通じる」の意味）

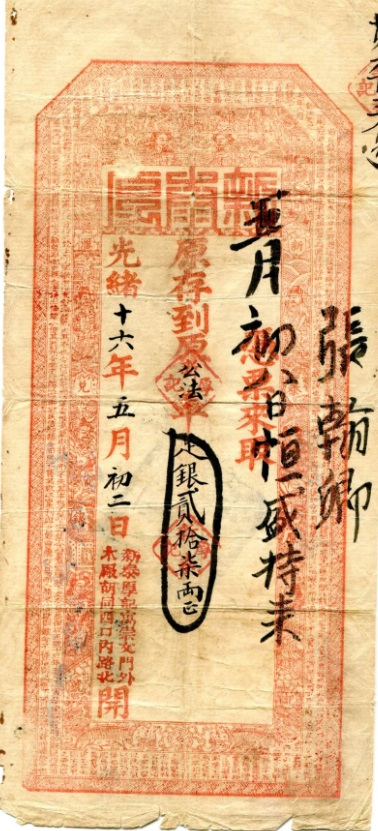
票号が発行した「匯票」（為替）の例

票号（ひょうごう、繁体字中国語：票號）は、近代的な銀行が作られる前の中国に存在した金融機関。票莊などとも呼ばれ、清代後期から末期（19世紀初頭から20世紀初頭）にかけて中国北部で活動した。票号に対して、中国南部で活動したのは「銭荘」と呼ばれた。

## 概要
票号は山西省商人、特に平遥の商人によって始められ、その代表的な日昇昌票号の旧跡は現在でも「平遥古城」（世界遺産）を訪ねる際に「中国票号博物館」として見学できる。こうした商人は多くの場合、他のビジネスに従事していて、その資金を票号に利用した。 票号は主に中国北部で活動しており、中国南部における金融機関は「銭荘」と呼ばれた。
票号が中国の主要な金融機関として存在したのは1900年ごろまでであり、その後は清朝政府と地方政府の両方により近代的な商業銀行が設立され始めた。最盛期には、票号は清朝の領土全体で400以上の支店が営業しており、日本、韓国、ロシア、インド、シンガポールなどの他の国にも支店があった。
辛亥革命が起こった1912年以降は、ほぼすべての票号は閉鎖されるか、より近代的な銀行に転換されていった。しかし一部は、1952年に銭荘および中国の金融業界の残りのすべてと共に最終的に国有化されるまで、中華民国と中華人民共和国の両方で存在し続けた。